# Arrêt Opuz contre Turquie
L'arrêt Opuz contre Turquie est un arrêt rendu le 9 septembre 2009 par la Cour européenne des droits de l'Homme (CEDH) concluant à la violation par la Turquie des  article 2 (droit à la vie), article 3 (interdiction des traitements inhumains) et article 14 (non-discrimination) de la Convention européenne des droits de l'Homme , dans une affaire où une femme et sa mère avaient demandé en vain la détention provisoire du mari, à la suite de plusieurs épisodes de violences conjugales. L'affaire s'était conclue par l'assassinat de la mère par son gendre,.